# Behta Hajipur
Behta Hajipur est une ville du district de Ghaziabad de l'État de l'Uttar Pradesh en Inde.